# Чехословаччина на літніх Олімпійських іграх 1936
Чехословаччина взяла участь в Літніх Олімпійських іграх 1936 року в Берліні (Німеччина) в п'ятий раз. До утворення Чехословаччини (1918) на Іграх виступала команда Богемії. 
До складу спортивної делегації увійшло 190 спортсменів: 175 чоловіків і 15 жінок, які брали участь в 101 змаганні з 17 видів спорту. Збірна завоювала три золоті та п'ять срібних медалей.
Оскільки в той час Карпатська Україна входила до складу Чехословаччини, то в змаганнях брали участь й українські спортсмени, а Володимир Сироватка завоював золоту Олімпійську медаль.

## Медалісти
Золото
- Ян Брзак-Фелікс та Володимир Сироватка — Каное, Чоловіки-двійки 1.000 m Canadian Pairs.
- Вацлав Мотл та Зденек Шкрланд — Каное, Чоловіки-двійки 10.000 m Canadian Pairs.
- Алоїс Гудець — Гімнастика, Кільця.

 Срібло
- Богуслав Карлік — Каное, Чоловіки 1.000m Canadian Singles.
- Ярослава Баєрова, Власта Деканова, Божена Добешова, Власта Фолтова, Ганна Гребринова, Матільда Палфіова, Зденка Верміровська та Марія Ветровська — Спортивна гімнастика, Жіноча команда, командний залік.
- Вацлав Пшенічка — Важка атлетика.
- Йозеф Герда — Греко-римська боротьба, Легка вага.
- Йозеф Клапух — Вільна боротьба, Важка вага.

## Учасники

### Бокс
Спортсменів — 8
Чехословаччину на Олімпійських іграх 1936 року в Берліні представляли 8 боксерів у всіх категоріях. Жоден з них медалі не завоював. Найкращим результатом для боксерів Чехословаччини став вихід до чвертьфіналу Йозефа Грубеша та Франтішека Гавелка.

### Легка атлетика
В змаганнях з легкої атлетики від Чехословаччини взяв участь 31 спортсмен (30 чоловіків і 1 жінка (в метанні диска)). Жоден з них медалі не завоював. Найвище 4-е місце з чеських легкоатлетів зайняв Ярослав Шторк в спортивній ходьбі на 50 км, відставши майже на півтори хвилини від бронзового медаліста.

### Спортивна гімнастика
Чоловіки — 8
| Гімнаст            | Командний залік | Абсолютний залік | Снаряд        | Снаряд          | Снаряд           | Снаряд      | Снаряд | Снаряд |
| Гімнаст            | Командний залік | Абсолютний залік | Вільні вправи | Опорний стрибок | Паралельні бруси | Перекладина | Кільця | Кінь   |
| ------------------ | --------------- | ---------------- | ------------- | --------------- | ---------------- | ----------- | ------ | ------ |
| Алоїс Гудець       | 4               | 4                | 11            | 18              | 4                | 10          | Золото | 26     |
| Ярослав Коллінжер  | 4               | 23               | 36            | 27              | 20               | 49          | 7      | 40     |
| Ян Сладек          | 4               | 26               | 46            | 30              | 37               | 40          | 34     | 28     |
| Ян Гайдош          | 4               | 27               | 13            | 23              | 29               | 59          | 21     | 57     |
| Вратіслав Петрашек | 4               | 34               | 48            | 42              | 16               | 16          | 56     | 12     |
| Їндріх Тінтара     | 4               | 38               | 53            | 22              | 32               | 54          | 27     | 50     |
| Емануель Леффлер   | 4               | 40               | 12            | 66              | 36               | 81          | 10     | 38     |
| Богуміл Повейріл   | 4               | 69               | 29            | 43              | 42               | 36          | 66     | 102    |

Жінки — 8
| Гімнастка           | Командний залік | Абсолютний залік | Снаряд | Снаряд | Снаряд          |
| Гімнастка           | Командний залік | Абсолютний залік | Колода | Бруси  | Опорний стрибок |
| ------------------- | --------------- | ---------------- | ------ | ------ | --------------- |
| Власта Фолтова      | Срібло          | 5                | 17     | 7      | 5               |
| Власта Деканова     | Срібло          | 6                | 8      | 23     | 5               |
| Зденка Верміровська | Срібло          | 7                | 14     | 2      | 18              |
| Матільда Палфіова   | Срібло          | 16               | 20     | 31     | 8               |
| Ганна Гребринова    | Срібло          | 21               | 26     | 38     | 15              |
| Божена Добешова     | Срібло          | 22               | 16     | 46     | 11              |
| Марія Ветровська    | Срібло          | 38               | 43     | 27     | 31              |
| Ярослава Баєрова    | Срібло          | 45               | 35     | 52     | 23              |

* В змаганнях жінок медалі за індивідуальні результати, на відміну від чоловіків, не вручалися.